# Polyphylla hirsuta
Polyphylla hirsuta är en skalbaggsart som beskrevs av Van Dyke 1933. Polyphylla hirsuta ingår i släktet Polyphylla och familjen Melolonthidae. Inga underarter finns listade i Catalogue of Life.